# چشمان تامی فی
چشمان تامی فی (به انگلیسی: The Eyes of Tammy Faye) فیلم مستندی دربارهٔ زندگی تامی فی باکر می‌باشد. این فیلم به‌کارگردانی فنتون بیلی و رندی بارباتو و به‌تهیه‌‎کنندگی شرکت خودشان ورلد او واو می‌باشد و راوی داستان نیز روپال چارلز است.